# Юмагулов Харіс Юмагулович
Харіс Юмагулович Юмагулов (башк. Харис Йомағол улы Йомағолов, 1891—1937) — один з лідерів Башкирського національного руху, партійний і державний діяч, голова Башревкому (1919—1920).

## Біографія
Харіс Юмагулов народився 3 січня 1891 року в селі Хасаново Імелеєвської волості Миколаївського повіту Самарської губернії. За національністю башкир.
З 1914 по 1916 рік навчався у Московському сільськогосподарському інституті. У 1917 році закінчив Московську школу підготовки прапорщиків.
Був членом партії РКП(б) з 1917 по 1920 рік і ВКП(б) з 1931 по 1935 рік.
Після Лютневої революції 1917 року став одним з лідерів Башкирського національного руху. У башкирському національному русі представляв ліворадикальне крило. Після I та II Всебашкирских курултаїв Юмагулова обрали членом Башкирського обласного шуро (ради) Башкурдистана, а під час III Всебашкирского установчого з'їзду — до передпарламенту Малий Курултай.
У 1919 році Харіса Юмагулова обрано головою Башкирської національної партії («Ірек»). Після визнання автономії радянською владою, Харіс Юмагулович обійняв пост голови Башкирського ревкому (1919—1920) і секретарем Башкирського обласного комітету РКП(б) (Башкирської АРСР). Став одним із учасників Січневого конфлікту 1920 року. У січні 1920 року його виключили з лав РКП(б) і відкликано до Москви.
З 1921 року Юмагулова призначено керівником Курсів вчителів Башкирської АРСР, а також уповноваженим у Постійному представництві Башкирської АРСР при Президії ВЦВК. У 1931 році відновлено членом ВКП(б). У 1935 році знову виключений з партії.
Репресований як «башкирська націоналіст». У липні 1937 року звинувачений в участі в антирадянській націоналістичній організації. Розстріляний у грудні 1937 року. Харіса Юмагуловича реабілітували в 1959 році.

## Публікації
- Про одному невдалому досвіді вивчення національної політики в Башкирії в 1918—1920 рр. // Пролетарська революція. 1928. № 3(74). — С. 170—195.